# Banach-tarskiparadox

Een (massieve) bol wordt verdeeld in een eindig aantal stukken. Die worden vervolgens samengevoegd tot twee bollen, beide even groot als het origineel.

De Banach-Tarskiparadox is een stelling uit de meetkunde die zegt dat een massieve driedimensionale bol in een eindig aantal disjuncte (dat wil zeggen niet overlappende) delen gesplitst kan worden die weer samengevoegd kunnen worden tot twee identieke kopieën van de oorspronkelijke bol. Er is nader bewezen dat het met vijf delen kan.
Het weer samenvoegen gebeurt enkel met behulp van rotaties en translaties, dus uit directe isometrieën van de ruimte, wat afbeeldingen zijn die de vorm en grootte niet veranderen. De delen bestaan uit verzamelingen van allemaal losse punten, een soort stofwolken, met een zo ingewikkelde structuur dat ze niet meetbaar zijn, zodat het volume van elk niet gedefinieerd is. Daardoor is de stelling niet in strijd met de maattheorie.
Stefan Banach en Alfred Tarski gaven in 1924 in een krant de constructie van een dergelijke "paradoxale decompositie", gebaseerd op eerder werk door Giuseppe Vitali met betrekking tot het eenheidsinterval en op de hausdorff-paradox, een paradoxale decompositie van de bol door Felix Hausdorff. Ze bewezen ook de sterke vorm van de Banach-Tarskiparadox:
Gegeven twee willekeurige eindige begrensde deelverzamelingen {\displaystyle A} en {\displaystyle B} van de euclidische ruimte van minstens drie dimensies die beide een niet-leeg inwendige hebben, dan bestaan er eindige partities van {\displaystyle A} en {\displaystyle B} met evenveel delen, dus disjuncte deelverzamelingen {\displaystyle A_{1},\ldots ,A_{k}} en {\displaystyle B_{1},\ldots ,B_{k}} met {\displaystyle A=A_{1}\cup \ldots \cup A_{k}} en {\displaystyle B=B_{1}\cup \ldots \cup B_{k},} zodat voor elke {\displaystyle 1\leq i\leq k,} de verzamelingen {\displaystyle A_{i}} en {\displaystyle B_{i}} congruent zijn.
Dit geldt niet in een of twee dimensies, maar Banach en Tarski hebben aangetoond dat een analoge stelling wel nog waar is, indien we aftelbaar veel deelverzamelingen toelaten. Het verschil tussen een en twee dimensies enerzijds en drie en meer dimensies anderzijds is het gevolg van de veel rijkere structuur van de groep {\displaystyle G_{n}} van Euclidische transformaties in hogere dimensies.
Terwijl onder aanname van het keuzeaxioma de vitali-verzamelingen laten zien dat er niet-meetbare verzamelingen zijn (in de zin van een maat met sigma-additiviteit) blijkt hier (ook weer onder aanname van het keuzeaxioma) dat er in drie dimensies zelfs geen volume-begrip met eindige additiviteit is.
De reden waarom dit een paradox genoemd wordt, is omdat het tegen de meetkundige intuïtie ingaat, alleen al qua volume. "De bal verdubbelen" door hem in stukken te verdelen, de stukken in het rond te laten draaien en te verplaatsen, zonder deze uit te rekken of nieuwe punten toe te voegen lijkt onmogelijk, omdat al deze operaties het volume bewaren. Maar toch is het volume op het einde verdubbeld. Dankzij de sterke versie kunnen de punten van een erwt in stukken worden verdeeld om vervolgens opnieuw samengevoegd te worden om uiteindelijk zelfs de afmeting van de zon aan te nemen.
Argumenten als deze paradox uit de verzamelingenleer hebben voor felle kritiek op het keuzeaxioma gezorgd, nochtans wordt het keuzeaxioma nu door de meeste wiskundigen aanvaard.

## Trivia
In 1989 publiceerde A. K. Dewdney een brief aan zijn vriend Arlo Lipof, in zijn "Computer Recreations"-column in het blad Scientific American. Dewdney beschrijft er een ondergrondse operatie "in een Zuid-Amerikaans land", waar men gouden ballen zou verdubbelen met behulp van de Banach-Tarskiparadox. Dit was natuurlijk een 1 aprilgrap. "Arlo Lipof" is een anagram van "April Fool", de Engelse term voor 1 aprilgrap.